# 反斗小王子
《反斗小王子》，是NHK教育頻道於1998年開始播放的電視動畫，自2007年4月2日起以HD畫質播放，目前已經播放至第22輯。主要講述一名五歳小孩－邪留丸及其居住的地方「月光町」的故事。

## 角色
※半形括弧內為擔當的系列數
坂上邪留丸（聲優：小西寬子(1～3)→西村千奈美(4～)／小野賢章【17歲】（日）、林丹鳳（港））
平安町的王子。戴着綠色烏紗帽，手上持着大魔王的魔王令，身邊有電蟲服侍。喜歡吃布丁、乙女老師和小町。
田村和真（聲優：淵崎有子（日）、區瑞華（港））
怕狗，十分喜歡石頭。當邪留丸不想行路時，便會要求他背著邪留丸。
電蟲三十郎（聲優：岩坪理江(1～7)→佐藤成美(8～) （日）、林元春（港））
為侍奉邪留丸的電書螢火蟲。有空便會弄飯團。電蟲很想戀愛，曾有多次拍拖經驗，可惜都不長久。
青兵衛（聲優：一條和矢（日）、梁偉德（港））
赤根（聲優：南央美（日）、梁少霞（港））
黃助（聲優：上田祐司（日）、袁淑珍（港））
為湯美鄰居，負責在月光町執行大魔王的指示－搶回邪留丸手上的魔王令，在要求他給出魔王令時會合體。雖然他們天天找邪留丸讓回魔王令，但次次都不成功。
青兵衛的身體是藍色；赤根的身體是紅色；黃助的身體是黃色。
龜姬（聲優：三石琴乃（日）、鄭麗麗（港））
對邪留丸有好感，但邪留丸不喜歡她，所以每次見到龜姬追他，均會要求和真背他逃走。
心灰（聲優：仲尾梓（日）、鄭麗麗（港））
28歲，喜歡畫少女漫畫，夢想是自己畫少女漫畫成名。但她的作品大多是恐怖漫畫，其他人看到她的畫後，都會嚇得立即逃走。雖然如此，心灰仍堅持實現這個夢想，所以她不斷畫少女漫畫。
嗜好是將茶包重複使用。
田村富美男（湯美）（聲優：上田敏也→小柳基、（港）林保全）
他是和真的爺爺，70歲，認識的人通稱它「湯美」。會製造木頭人偶和機器人偶，是三隻小妖（青兵衛、赤根、黃助）的鄰居。
巨大電蟲（聲優：今井由香）
與電蟲三十郎長相相似的巨大機器人偶。是湯美宣稱「想見證自己多年研究的成果」所製作的，雖然是機器人偶但施行指令失敗時會表現出臉紅害羞的模樣。
一萬步機械人偶（聲優：種崎敦美）
由湯美在「想製作出這種人偶」的委託下所開發出來，能吸取力量的機械人偶。
坂田金太郎（金仔）（聲優：小松里歌(3)、生駒治美(3以外) （日）、雷碧娜（港））
是和真的好朋友，尤其喜歡吃波板糖，他有空便會去月夜池塘找出奇。
怒犬（聲優：上田祐司（日）、李錦綸（港））
笑犬（聲優：南央美（日）、鄭麗麗（港））
他們是滿願上神社的守護犬，亦是一對兄妹。天天四出籌款，希望重建滿願神社，但由於貧窮神還留在神社（貧窮神會帶來貧窮和無元氣），令牠們的願望不能實現。
怒犬的身體是藍色和白色，性格傲嬌；笑犬的身體是粉紅色和白色，性格溫柔。
怒犬雖然是男生，卻有蒐集可換裝娃娃的天然呆喜好。
冷徹齋星月（聲優：高橋廣司（日）、李錦綸（港））
他是一名占卜師，天天都穿着黑色的衣服。倉鼠公子會在他為人占卜時作助手。
小野小町（聲優：西村千奈美（日）、陳凱婷（港））
她是和真的女同學。外貌可愛，家裡開美容院。
石清水健太郎（聲優：岡村明美（日））
他是和真的男同學，通稱「石清水同學」，為一位班長。特徵是理平頭與類似文字的嘴巴，父親（聲：上田祐司）是計程車司機，邪留丸經常稱呼他「石頭仔」但本人後來有表示自己並不喜歡這綽號。

### 當地居民
坂上阿蛇丸（聲優：折笠富美子(9～)）
邪留丸的表哥。與邪留丸相反總是保持冷靜與端正儀容、性格溫文有禮。在平安町居住並交談時句尾助詞經常帶「あじゃり」這句話，但人在月光町居住時會用現在日語交談。喜歡龜姬，雖然知道龜姬喜歡的人是表弟邪留丸，但不打算放棄。害怕蟲子，一見到惠子之時會陷入恐慌狀態。
阿姬（聲優：吉田仁美）
點心老大（聲優：立花慎之介(19～)）
負責幫邪留丸準備點心炒豆子的登場人物。由於準備布丁而惹到邪留丸並一時驚愕下，而使小愛迷上吃布丁。
豆爺（聲優：松山鷹志）
點心老大的師傅。
清少納言（聲優：菲魯茲·藍(24～)）
與赤紫式部相同，邪留丸的家庭教師，同時為赤紫式部的前輩，以全平安町最嚴格的「被稱呼為鬼的家庭教師」出名。

### 現代社會的居民
田村愛（聲優：興梠里美(1～)）
他是和真的母親，32歲。原姓青木，身高比先生還高，擁有比實際年齡還要更年輕的樣貌，經常會去附近的超市〈橋本屋〉進行限時優惠採購，由於喜歡製作點心所以經常會為邪留丸一行人製作布丁。
田村誠（聲優：一條和矢／岡村明美〈少年時期〉(1～)）
他是和真的父親，36歲。普通上班族，外表為如同河童的國字臉以及比妻子身高還要低的圓潤體型。與父親富美男長相不太相似，而與母親相似。

#### 瑪麗住屋的居民
十文字麻璃子（聲優：佐藤愛／金井由香（年輕時）(1～)）
通稱「瑪麗」，73歲。過去曾經是有錢人，紫色帽子與尖頭眼鏡為其特徵，曾讓離開老家的智代、阿健、館長以及乙女在此借住。與芳子互為兒時玩伴與同屆生，時常稱呼其為「ヨシコさん」或者「ヨシコちゃん」。
碓冰智代（聲優：仲尾梓(1～)）
28歲單身，作品不怎麼大賣的少女漫畫家。
阿健（聲優：沼田祐介(1～)）
時常在變換工作的飛特族，25歲。本名未知，一直在尋找自己的天分，為了靈活運用自己的才能而在月光町內四處換工作，目前正住在瑪麗住屋內。曾經有開廂型車送快遞包裹的經歷，也是本作品中極少數會開車的登場人物之一。
館長（聲優：津田健次郎(2～)）
本名不明，夏日限定鬼屋的館長，冬天時不進行鬼屋的運作。外表有著藍眼白皮膚且類似德古拉的典型吸血鬼容貌，時常晝伏夜出。由於可感受到鬼怪的存在，故能與一般人看不見的小窮神對話，對人類來說是不明來源的人物。
乙女老師（聲優：天野由梨（1〜2）→今井由香（3〜19）→種﨑敦美（20〜））
22歲，姓氏未知，為現任芭蕾舞者的芭蕾舞老師。其美麗的容貌從丸少爺開始到老人男性們也喜歡。私底下穿著紅色衣服與黃色裙子的組合，也是一位吃貨，曾有多次參加大胃王比賽並輕鬆獲取獎金的紀錄。另也喜歡看相撲比賽的電視轉播。
阿實（聲優：上田祐司(4～)）
過去阿健在打工時認識的青年。

## 音樂

### 片頭曲
原放送國家
- （第1 - 10, 16 - 輯）
- （第11 - 15輯）
編曲：宮崎慎二，填詞：大地土子，作曲．演唱：北島三郎

海外
- 「好多野不知道」
填詞：林敏驄，作．編曲：黃偉年，演唱：張衛健

### 片尾曲
原放送國家
- （第1輯）
填詞：犬丸鈴，作・編曲：竹中敬一，演唱：sus4
- （第2輯）[a]
填詞：犬丸鈴，作曲：竹中敬一，編曲：山本治彥（日语：山本はるきち），演唱：邪留丸（小西寬子）、田村和真（淵崎有里子）、電蟲（岩坪理江）
- （第3輯）
填詞：大地丙太郎，作・編曲：山本治彥，演唱：青兵衛（一條和矢）、赤根（南央美）、黃助（上田祐司）
- （第4輯）
填詞：大地丙太郎，作・編曲：山本治彥，演唱：電蟲（岩坪理江）
- （第5輯）
填詞：犬丸鈴，作・編曲：山本治彥，演唱：邪留丸（西村千奈美），田村和真（淵崎有里子）、電蟲（岩坪理江）、青兵衛（一條和矢）、赤根（南央美），黃助（上田祐司）
- （第6輯）
填詞：大地丙太郎、平見瞠，作・編曲：山本治彥，演唱：貧窮神（齋藤彩夏）
- （第7輯）
填詞：犬丸鈴、大地丙太郎，作・編曲：山本治彥，演唱：小物組合唱團［邪留丸（西村千奈美）、カタピー（内藤玲）、亀田カメ&亀田トメ（興梠里美）、公、電蟲（岩坪理江）、貧窮神（齋藤彩夏）］
- （第8輯）
填詞：池田真美子，作・編曲：山本治彥，演唱：邪留丸（西村千奈美）、黃助（上田祐司）、月光町童合唱團
- （第9輯）
填詞：大地丙太郎，作．編曲：山本治彥，演唱：電蟲（佐藤成美）、邪留丸（西村千奈美）、田村和真（淵崎有里子）
- （第10輯）
填詞：桑原永江，作・編曲：宮崎慎二，演唱：NATSUMI
- （第11輯）
編曲：宮崎慎二，作曲．詞：MAKATO゜，演唱：水町領子（日语：水町レイコ）
- （第12輯）
填詞：大地丙太郎，作曲：巴哈、比才，編曲：山本治彥，演唱：森公美子

原曲分別是天國與地獄序曲和鬥牛士之歌。
- 「蝸牛」（第13輯）
填詞：秋元康，作曲：青野緣，編曲：野中"まさ"雄一，演唱：奧真奈美
- （第14輯）
填詞：秋元康，作曲：板垣祐介（日语：板垣祐介），編曲：野中"まさ"雄一，演唱：丸閨蜜
- （第15, 16輯）
填詞：大地丙太郎、高橋貝千嘉（日语：ショピン），作曲：高橋貝千嘉，編曲：蕭砰，演唱：蕭砰 (15) ／邪留丸（西村千奈美）、田村和真（淵崎有里子）、電蟲（佐藤成美）  (16)
- 「Da!Da!!Da!!!」（第17輯）
作曲．詞：加藤彌，編曲・唱：THE COLLECTORS
- （第18輯）
作曲．詞：濱野謙太，編曲・唱：日本粉絲
- 「見果てぬ夢」（第19シリーズ）
填詞：大地丙太郎，作・編曲：山本治彥，演唱：鬼屋老闆（津田健次郎）、菅賦先生（竹本英史）、阿健（沼田祐介）、川上（森訓久）、星野（三瓶由布子）
- （第20輯）[a]
填詞：犬丸鈴，作曲：竹中敬一，編曲：沖井禮二，演唱：TWEEDEES
- （第21輯）
填詞：大地丙太郎，作・編曲：鴨宮諒，演唱：阿健（沼田祐介）
- 「やだな～ いいな～」（第22輯）
填詞：山田由香，作曲：大地丙太郎、山本治彥，編曲：山本治彥，演唱：大魔王（小村哲生）、貧窮神（齋藤彩夏）

海外
- 「皇子的美學研究」
填詞：因葵，作曲：山本洋太，演唱：梁漢文

## 播放電視台

### 日本
- 播放電視台：NHK教育頻道
- 播映年期：1998年－

 播出時段的變遷 
九十年代
| 日本NHK教育頻道 平日 07:40 - 07:50 · | 日本NHK教育頻道 平日 07:40 - 07:50 ·            | 日本NHK教育頻道 平日 07:40 - 07:50 ·         |
| ------------------------------------ | ----------------------------------------------- | -------------------------------------------- |
|                                      | 第1輯 （1998年10月5日 - 1999年4月2日）          |                                              |
| 哈利動物園                           | 一個人也能做！ 07:30-07:45 （ - 2001年3月30日） |                                              |
| 平日 07:45 - 07:55                   |                                                 |                                              |
| 第1輯                                | 第一至五輯 （1999年4月2日 - 2003年4月4日）      | 迷你動畫 07:45-07:50英語であそぼ 07:50-08:00 |

零零年代
前半
| 日本NHK教育頻道 平日 17:50 - 18:00 · | 日本NHK教育頻道 平日 17:50 - 18:00 ·      | 日本NHK教育頻道 平日 17:50 - 18:00 · |
| ------------------------------------ | ----------------------------------------- | ------------------------------------ |
|                                      | 第6輯 （2003年4月7日 - 2004年4月2日）     |                                      |
| 忍者亂太郎 第2-10輯                  |                                           |                                      |
| 平日 18:00 - 18:10                   |                                           |                                      |
| 忍者亂太郎 第11輯                    | 第7, 8輯 （2004年4月5日 - 2006年3月31日） | 味楽る!ミミカ                        |

後半
| 日本NHK教育頻道 平日 17:50 - 18:00 ·      | 日本NHK教育頻道 平日 17:50 - 18:00 ·          | 日本NHK教育頻道 平日 17:50 - 18:00 · |
| ----------------------------------------- | --------------------------------------------- | ------------------------------------ |
|                                           | 第9輯 （2006年4月3日 - 2007年3月30日）        |                                      |
| クインテット 移至17:30-18:30繼續播放      |                                               |                                      |
| 平日 18:00 - 18:10                        |                                               |                                      |
| 味楽る!ミミカ 移至17:40-17:50繼續播放     | 第10 - 12輯 （2007年4月2日 - 2009年10月2日）  | 連續木偶劇 新．三劍士 18:00-18:20    |
| 週三、四 18:00 - 18:10                    |                                               |                                      |
| 連續木偶劇 新．三劍士 調至週五18:00-18:20 | 第12 - 16輯 （2009年10月28日 - 2014年3月6日） | WASHIMO 第1輯                        |

一零年代
| 日本NHK教育頻道 週一、二、五 17:50 - 18:00 ·   | 日本NHK教育頻道 週一、二、五 17:50 - 18:00 · | 日本NHK教育頻道 週一、二、五 17:50 - 18:00 · |
| ---------------------------------------------- | -------------------------------------------- | -------------------------------------------- |
|                                                | 第13 - 16輯 （2010年5月31日 - 2014年3月7日） |                                              |
| 第12-16輯 週一至週四連續木偶劇 新．三劍士 週五 | WASHIMO 第1輯                                |                                              |
| 週一至週五 18:00 - 18:10                       |                                              |                                              |
| WASHIMO 第1輯                                  | 第17輯 （2014年3月24日 - 12月30日）          | WASHIMO 第2輯                                |
| 週三至週五 18:00 - 18:10                       |                                              |                                              |
| WASHIMO 第1輯                                  | 第17 - 輯 （2015年1月 - ）                   | 待定                                         |

### 日本以外
香港
- 譯名：「反斗小王子」
- 播放電視台：無線電視翡翠台
- 播映年期：1999年－2003年

 播出時段的變遷 
第一輯
首播
- 日期： 1999年12月16日－ 12月31日（第 1 - 36 集），2000年1月3日－ 1月26日（第 37 - 90 集）
- 時間： 兒童節目時段內（閃電傳真機➞至NET小人類）

重播
- 日期： 2000年1月17日（第 1 - 3 集），2000年1月4日－ 1月27日（第 37 - 90 集），2000年10月14日－ 2001年1月27日（第 1 - 48 集）
- 時間： 兒童節目重播時段內（至NET小人類）

| 香港翡翠台 至NET小人類時段 | 香港翡翠台 至NET小人類時段 | 香港翡翠台 至NET小人類時段 |
| -------------------------- | -------------------------- | -------------------------- |
|                            | 反斗小王子                 |                            |
| 待查                       | 反斗小王子 第二輯          |                            |

第二輯
首播
- 日期： 2000年1月27日– 3月6日（第 1 - 90 集）
- 時間： 兒童節目時段內（至NET小人類）

重播
- 日期： 2000年1月28日–3月7日（第 1 - 90 集）
- 時間： 兒童節目重播時段內（至NET小人類）

| 香港翡翠台 至NET小人類時段 | 香港翡翠台 至NET小人類時段 | 香港翡翠台 至NET小人類時段 |
| -------------------------- | -------------------------- | -------------------------- |
|                            | 反斗小王子                 |                            |
| 反斗小王子 第一輯          | 天才小魚郎                 |                            |

第三輯
首播
- 名義：反斗小王子II
- 日期： 2001年6月25日– 8月24日（第 1 - 90 集）
- 時間： 兒童節目時段內（至NET小人類）

重播
- 日期： 2001年6月26日– 6月29日（第 1 - 8 集）， 2001年10月11日（第 11 集），2001年11月17日（第 15 集）， 2002年1月6日 （第 16 - 17 集），2002年4月17日 （第 42 集），2002年9月2日–11月8日 （第 43 – 90 集），2002年2月18日– 3月27日（第 13 - 39 集）
- 時間： 兒童節目重播時段內（至NET小人類）

| 香港翡翠台 至NET小人類時段 | 香港翡翠台 至NET小人類時段 | 香港翡翠台 至NET小人類時段 |
| -------------------------- | -------------------------- | -------------------------- |
|                            | 反斗小王子II               |                            |
| 機甲發明小子               | 八爪小英雄                 |                            |

第四輯
首播
- 名義：反斗小王子III
- 日期： 2003年3月6日– 5月8日（第 13 - 39 集）
- 時間： 兒童節目時段內（至NET小人類）

重播
- 日期： 2003年3月7日– 4月10日（第 1 – 52 集）， 2003年4月25日– 5月9日（第 75 – 90 集）， 2003年10月19日– 10月26日（第 13 - 16 , 19, 20  集），2003年9月29日 （第 51 集）， 2003年11月2日–12月24日 （第 52 - 60 , 63 - 72 集）
- 時間： 兒童節目重播時段內（至NET小人類）

| 香港翡翠台 星期日 18:00 - 18:30 節目 | 香港翡翠台 星期日 18:00 - 18:30 節目 | 香港翡翠台 星期日 18:00 - 18:30 節目 |
| ------------------------------------ | ------------------------------------ | ------------------------------------ |
|                                      | 反斗小王子III 重播                   |                                      |
| 星光伴彩虹                           | 恆生精靈知多Kid                      |                                      |

## 資料來源
1. 1 2  翻唱自全作品第一首片尾歌曲「布丁贊歌」

## 外部連結
- NHK《反斗小王子》官方網站（页面存档备份，存于）（日語）
- おじゃる丸 - NHK放送史（日本放送协会）（日語）